# 桐紋
桐紋（日语：きりもん）或稱桐花紋（日语：とうかもん），是將泡桐科泡桐属植物的花與葉進行圖案化處理後而成的家紋總稱。日本戰國時期的豐臣家即使用五七桐作爲家紋。目前，五七桐花紋是現代日本国政府所用的紋章。

## 圖案

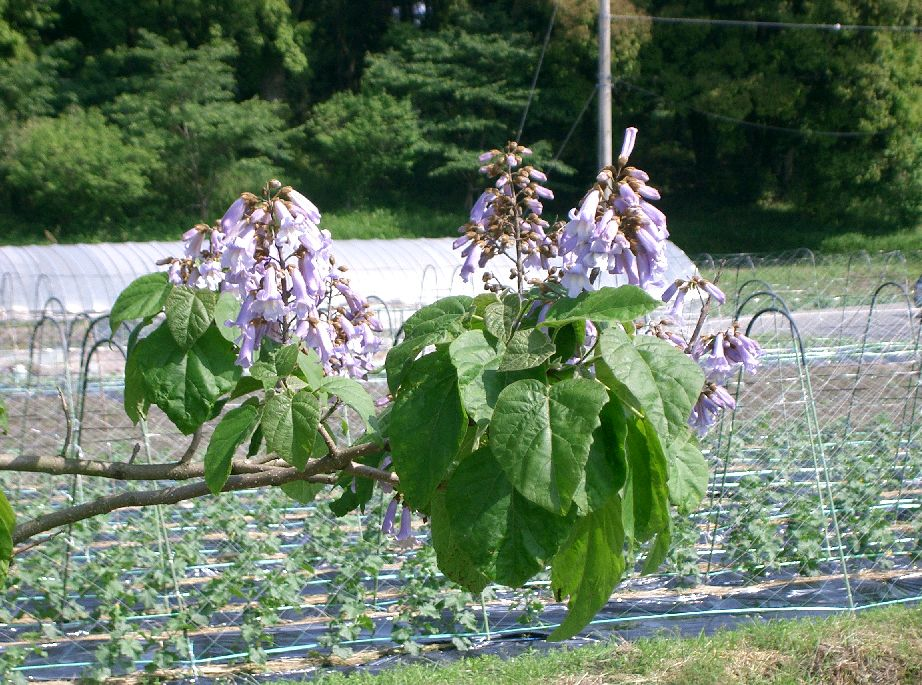
泡桐屬的花葉與樹枝

基本設計包括三個直立的花序和三個葉子。花序中較為常見的花數為3-5-3稱作五三桐，花序附著的花數為5-7-5稱作五七桐。此外，還有「桐菱」「光琳桐」「桐車」等140多種類型的設計。
在中國古代，民間傳說鳳凰「非梧桐不棲」，日本使用桐樹即是源於此傳說，但是使用白桐作為桐紋的圖案設計。

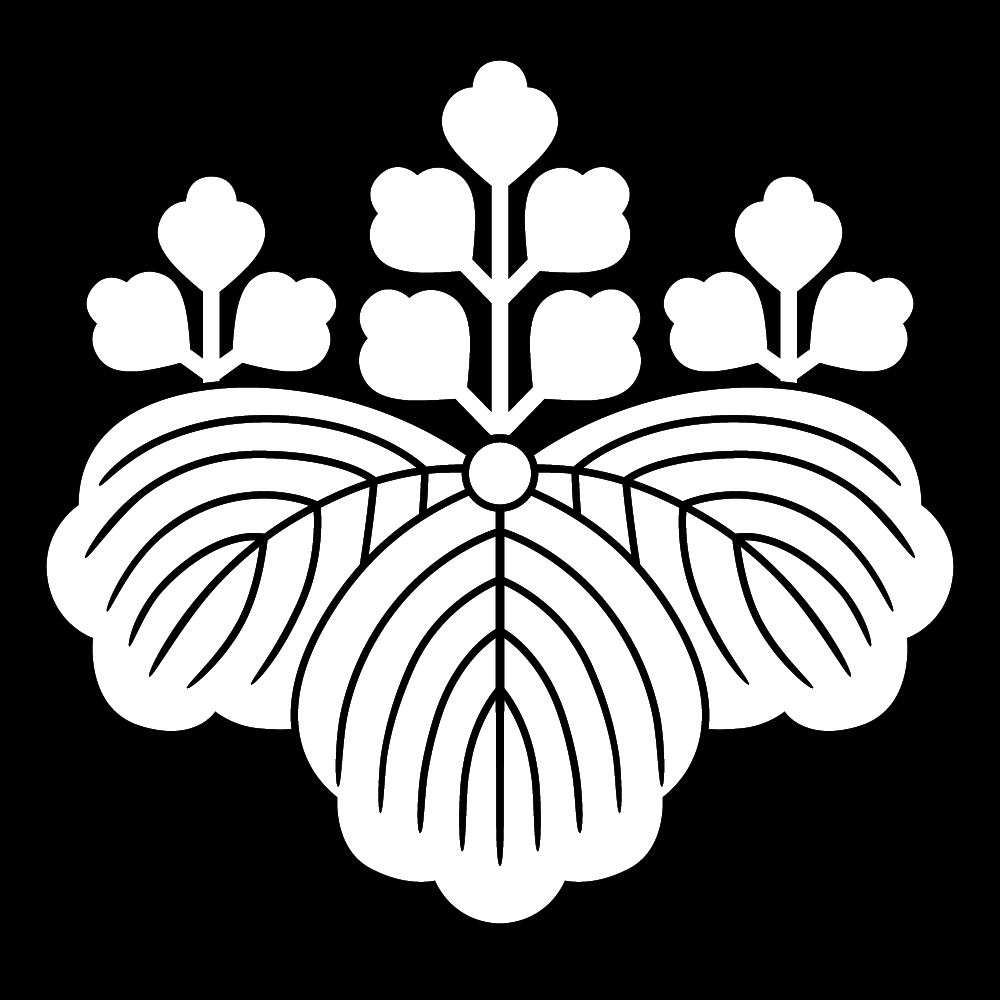
五三桐
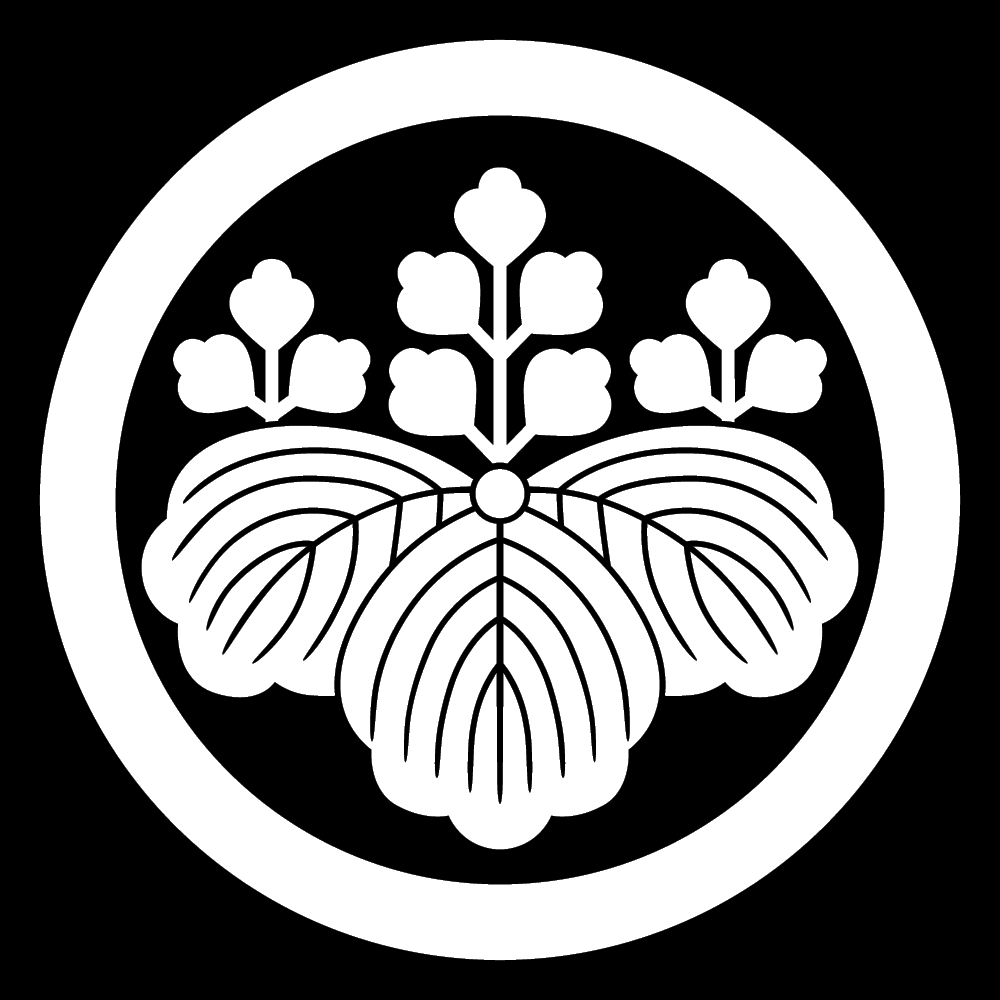
五三桐圈
五七桐
太閤桐
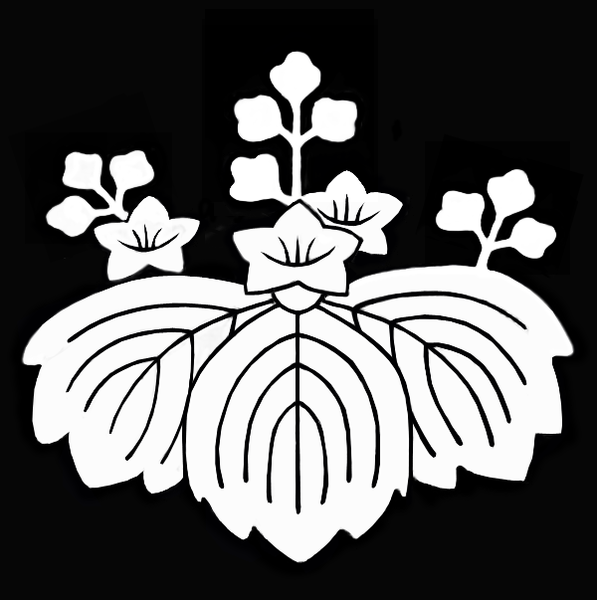
土佐桐
五三鬼桐
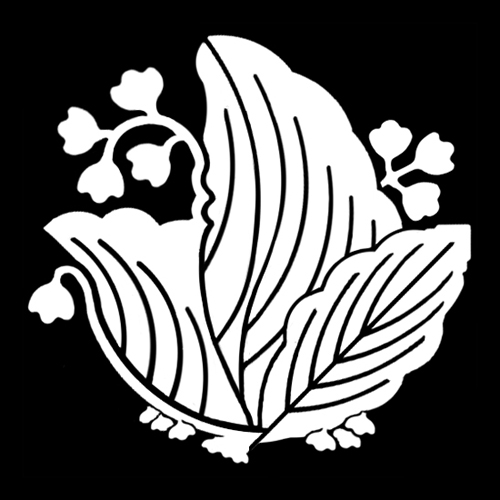
桐揚羽蝶